# Dolichopoda cyrnensis
Dolichopoda cyrnensis är en insektsart som beskrevs av Lucien Chopard 1950. Dolichopoda cyrnensis ingår i släktet Dolichopoda och familjen grottvårtbitare. Inga underarter finns listade i Catalogue of Life.